# Репертуар русского театра
«Репертуар русского театра» — русский журнал середины XIX века, посвященный драматической литературе и отчасти истории театра. Выходил ежемесячно в Санкт-Петербурге в течение 1839, 1840 и 1841 годов. Издателем был Иван Петрович Песоцкий. 
Начавшись как сборник представленных пьес, со второй половины 1839 года в нём встречаются небольшие биографии артистов и разборы пьес, в 1840 году появляются статьи князя Шаховского, Зотова, Полевого, Булгарина (воспоминания о театрах и материалы для их истории), помещаются сведения о провинциальных театрах, водевильные куплеты, эпизоды из жизни артистов и т. п. 
Дополнением к журналу служили портреты, афиши и музыкальные пьесы. В 1842 году журнал слился с «Пантеоном», под названием «Репертуар русского и Пантеон всех европейских театров», в издании которого до 1847 года принимал участие и Песоцкий.